# Henriëtte Ronnerplein

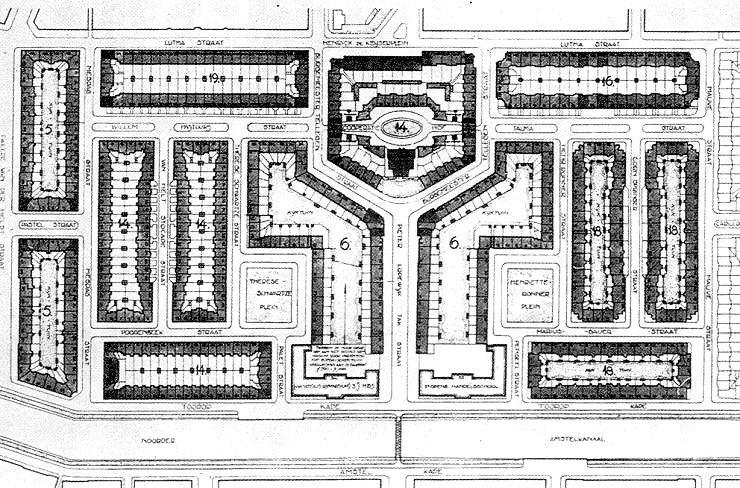
Plattegrond van de buurt met als rechter vierkant het Henriëtte Ronnerplein

Het Henriëtte Ronnerplein is een plein in Amsterdam-Zuid.

## Geschiedenis en ligging
Het plein kreeg per raadsbesluit van 22 september 1921 haar naam; een vernoeming naar kunstschilder Henriëtte Ronner-Knip. Het plein maakt deel uit van Plan Zuid van Hendrik Petrus Berlage. Ze ligt in de wijk Zuid Pijp een deel van de Nieuwe Pijp. Berlage richtte middels Plan Zuid ook dit deel van de wijk in symmetrische vorm in. Het Henriëtte Ronnerplein heeft dan ook aan de overzijde van de as die gevormd wordt door de Pieter Lodewijk Takstraat een tegenhanger in gespiegeld uiterlijk, het Thérèse Schwartzeplein.
Het plein is openbaar maar heeft het uiterlijk van een binnenplein. Zo wordt het niet aangedaan door een belangrijke verkeersroute. De toewegen Henriëtte Ronnerstraat, David Blesstraat en Penseelstraat zijn alle binnenstraatjes; ze zijn te nauw voor het 21e eeuwse autoverkeer (eenrichtingsverkeer), laat staan voor openbaar vervoer.

## Gebouwen
Huisnummers lopen op van 1 tot en met 110, maar boven 21 zijn er geen oneven huisnummers. De bebouwing aan het plein valt in tweeën uiteen. De even zijde aan de west- en noordelijke gevelwand maakt onderdeel uit van het complex en rijksmonument De Dageraad ontworpen door Michel de Klerk en Piet Kramer. Zij ontwierpen in de bouwstijl van de Amsterdamse School, die ook al symmetrie voerde. Deze stijl wordt ook gehanteerd in het aangebouwde deel van de Henriëtte Ronnerstraat, ook deel uitmakend van De Dageraad. 
Het oneven gedeelte (oost en zuid) bevat woningen die ontworpen zijn door de architecten Zeeger Gulden en Melle Geldmaker. Het oostelijk deel sluit daarbij aan bij de oostelijke bebouwing van de Henriëtte Ronnerstraat; het zuidelijke op de bebouwing van de David Blesstraat. De Dienst Archeologie en Monumenten zagen in hun werk hier geen reden om tot benoeming tot gemeentelijk monument over te gaan (Orde 3).

## Kunst
De grillige vormgeving van de even gevelwand is als een groot beeldhouwwerk te beschouwen. Er zijn golvingen in gevelwanden, sprongen in muurvlakken, vreemde dakvormen. Diverse metselverbanden kunnen gezien worden net als trapeziumvormige topgevels. De afwisseling van geel en rood baksteen leggen nog eens de nadruk op golven; elders vindt men zigzag metselwerk. Voor liefhebbers van beeldhouwwerk zijn in sluitstenen de letters van "De Dageraad" te lezen, al moet de kijker wel de hele wand aan het plein aflopen (DE is te zien bij huisnummer 98-104).
Op de hoek is vlak na oplevering van de bouw als hoeksteen Dr. F.M. Wibaut van Floor Wibaut ingemetseld. In 1952 werd een tweede versie geplaatst.

## Speelplaats
Het plein bestond jarenlang alleen uit een grasveldje met daaromheen de straatklinkers van voetpaden en rijweg. Vanaf 1958 werd het grasveld opgevuld door een speelplaats. Die was in tegenstelling tot de grillige architectuur juist strak in vierkanten verdeeld door Aldo van Eyck en Jo Mulder. Van die eerste waren vijf ontwerpen terug te vinden. Unicum was een tunnel, die dit keer geen ronde vorm had, maar een ovalen vorm. De andere attributen zoals een zandbak, duikelrekken (hier inclusief een ladder) en springstenen waren meer gangbaar binnen de talloze door Van Eyck en Muldder ingerichte speelplaatsen. Veel van die plaatsen werden weer opgeruimd en dat onderging ook deze speelplaats. De toestellen werden in 1985 opgeruimd en het plein kreeg een andere indeling.   

## Afbeeldingen

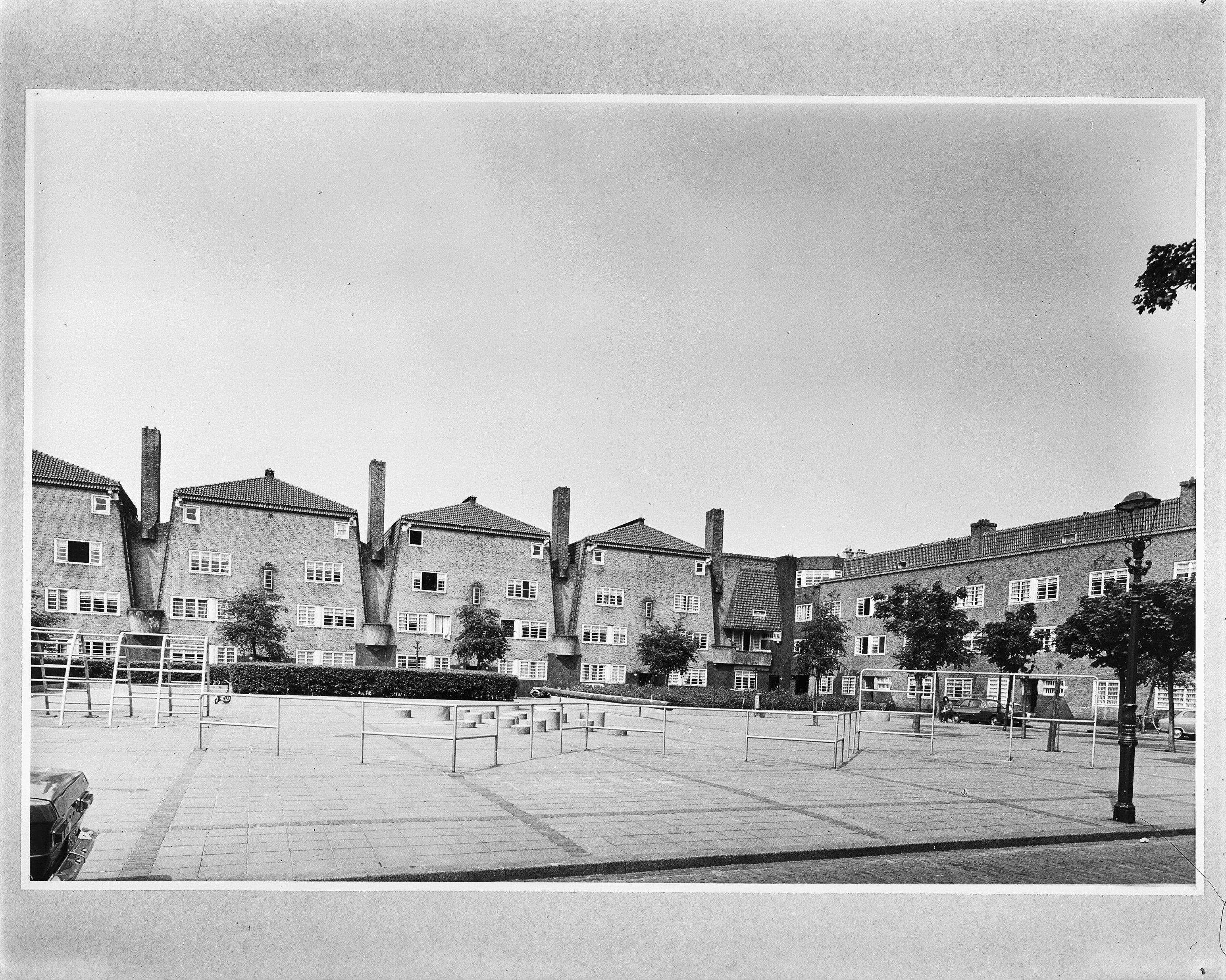
De speelplaats tussen 1958 en 1985
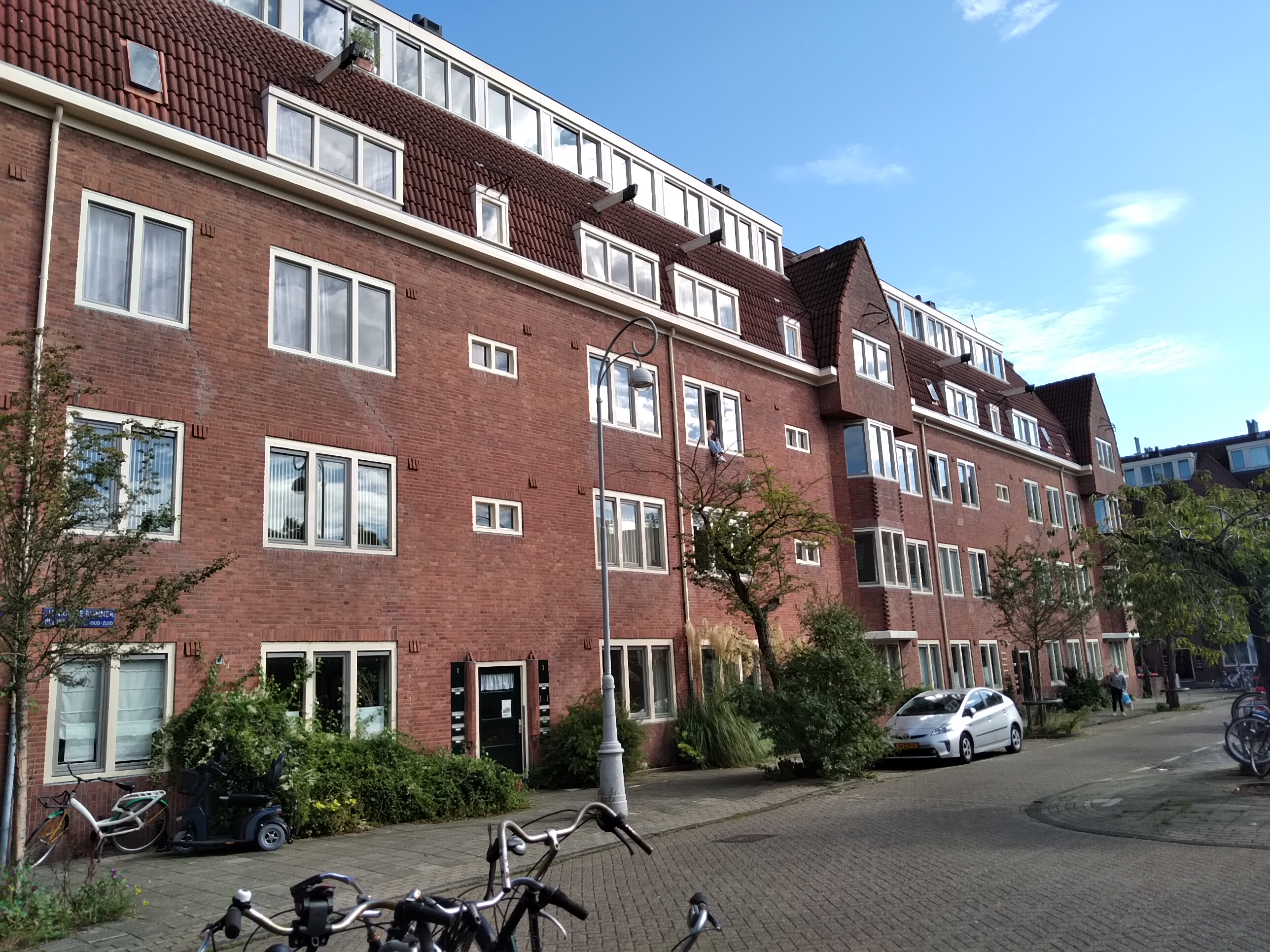
Henriëtte Ronnerplein 1-13 van Gulden en Geldmaker (september 2020)
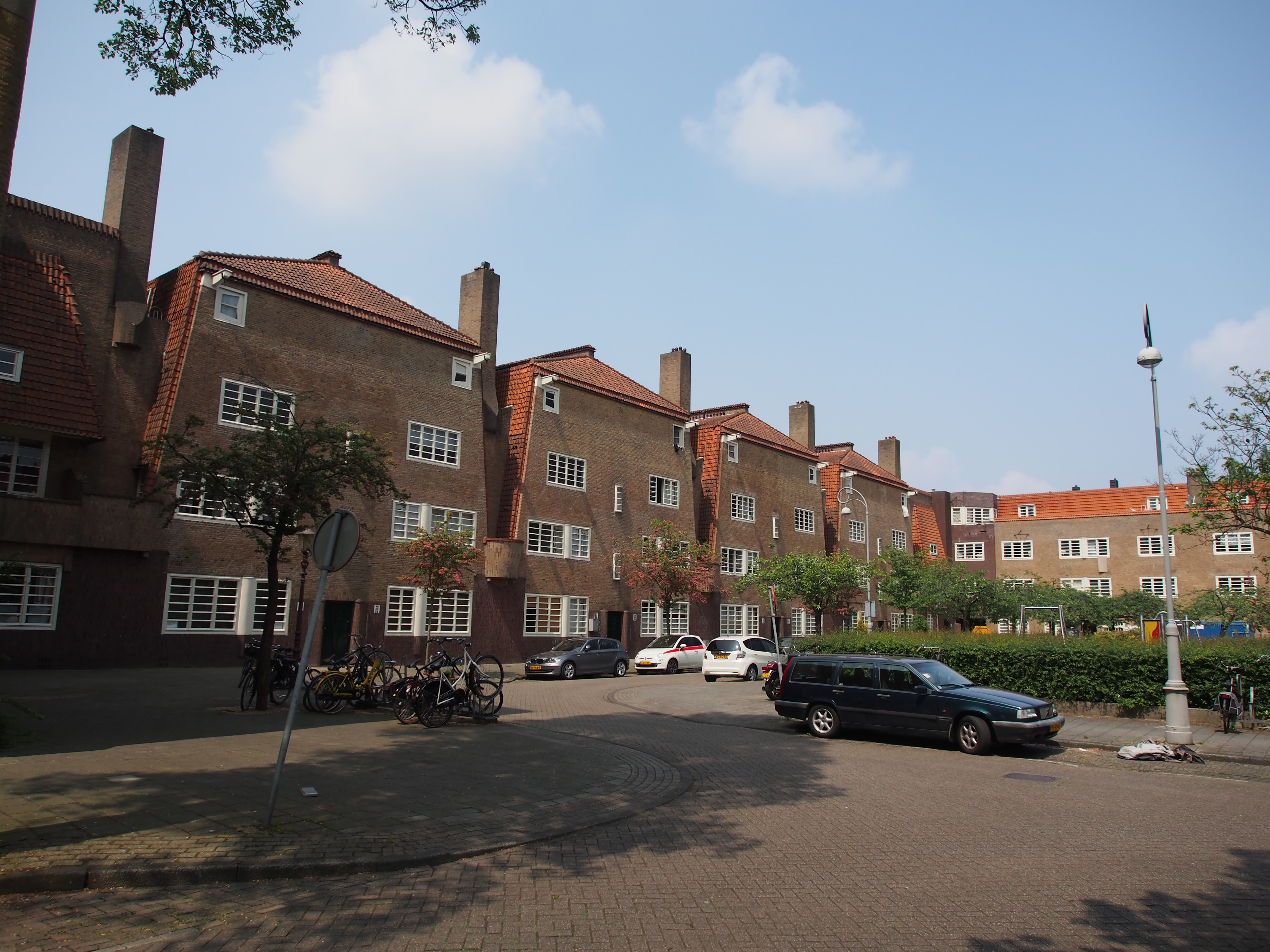
Henriëtte Ronnerplein; deel van De Dageraad (mei 2016)
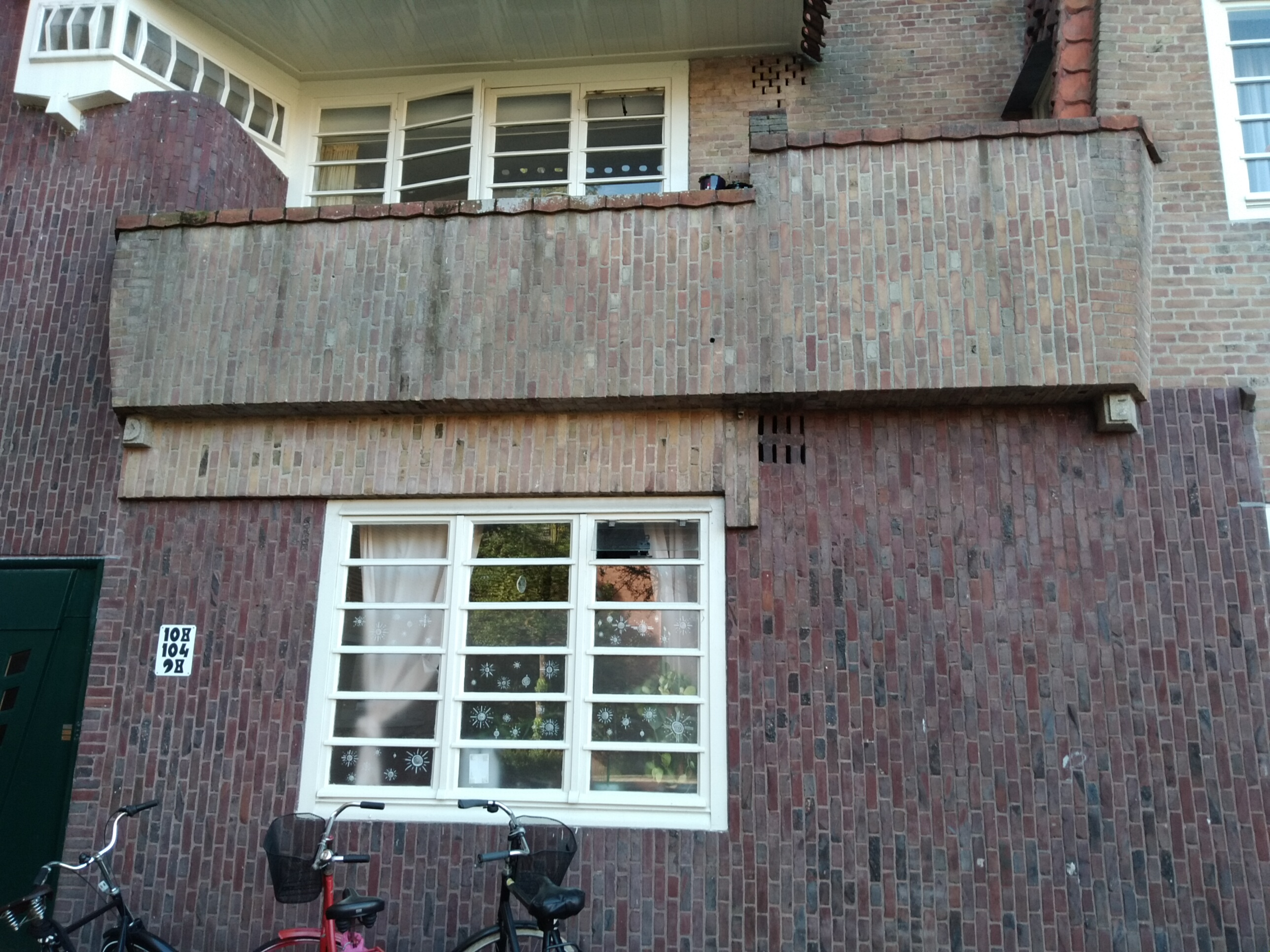
Henriëtte Ronnerplein 98-104 met steentjes “DE” van De Dageraad (september 2020)